# Knut Johannesen
Pour les articles homonymes, voir Johannesen.
Knut Johannesen, né le 6 novembre 1933 à Oslo, est un patineur de vitesse norvégien.
Il est l'un des meilleurs patineurs de vitesse des années 1950 et 1960, remportant cinq médailles olympiques (dont deux en or), trois médailles mondiales et six médailles aux Championnats d'Europe.

## Palmarès
- Jeux olympiques[1]
  -  Médaille d'or sur 10 000 m aux Jeux olympiques d'hiver de 1960 à Squaw Valley
  -  Médaille d'or sur 5 000 m aux Jeux olympiques d'hiver de 1964 à Innsbruck
  -  Médaille d'argent sur 10 000 m aux Jeux olympiques d'hiver de 1956 à Cortina d'Ampezzo
  -  Médaille d'argent sur 5 000 m aux Jeux olympiques d'hiver de 1960 à Squaw Valley
  -  Médaille de bronze sur 10 000 m aux Jeux olympiques d'hiver de 1964 à Innsbruck